# Осада Булони (1544)
Осада Булони 18 июля — 14 сентября 1544 — военная операция в ходе англо-французской войны 1543—1546 годов и четвертой войны Франциска I и Карла V.

## Кампания 1544 года
План кампании 1544 года, принятый в результате переговоров с Карлом V, предусматривал одновременное наступление на Париж через Шампань и Пикардию. Имперские и английские войска, общей численностью в 80 000 пехоты и 20 000 кавалерии, должны были наступать на французскую столицу, не отвлекаясь на осады крепостей.
С начала 1544 года в Кале начали прибывать войска и снаряжение. В июне герцоги Норфолк и Саффолк приняли командование 30-тыс. армией, в ожидании прибытия короля.
У Генриха существовали опасения относительно совместной с императором экспедиции, и королевские советники настойчиво предостерегали его от опасности. Достигший в последние годы феноменальной полноты, английский король утратил былую подвижность. Его присутствие во главе армии могло сказаться на темпах наступления, и в сравнении с более молодым и энергичным Карлом неповоротливый Генрих рисковал уронить свой престиж.
В результате, в конце мая король предложил императору изменить первоначальный план: отправить войско на Париж под командованием одного из военачальников, а самим заняться более мелкими операциями на севере. Затем, опасаясь, что при движении на столицу армия может быть атакована противником с фланга, Генрих вовсе отказался от похода вглубь французской территории, решив для начала обеспечить береговой плацдарм, для чего следовало овладеть Ардром, Монтрёем и Булонью. Императору он советовал то же самое: закрепиться в Шампани перед наступлением на Париж. Карл был в ярости из-за того, что вероломный Тюдор разрушил его блестящие планы.
В середине июня Норфолк получил приказ проникнуть на территорию противника, но конкретных целей перед ним поставлено не было. После нескольких запросов в Королевский совет ему приказали атаковать Монтрёй, но город был сильно укреплен, и после нескольких дней осады герцог начал жаловаться на недостаток продовольствия, артиллерии и снаряжения.
14 июля король высадился в Кале, и через несколько дней принял решение осадить Булонь.

## Осада
18 июля английские войска начали осадные работы. Маршал дю Бьес, осуществлявший общее командование в Монтрёе и Булони, поручил оборону своему зятю Жаку де Куси, сеньору де Вервену. Булонь обороняли не более 3 000 человек: 500 итальянских и корсиканских пехотинцев под командованием капитана Филиппо Корсо, 800 человек французской пехоты, 100 канониров, от 100 до 150 тяжеловооруженных всадников и около тысячи городских ополченцев под командованием храброго мэра Антуана Эрвена.
Англичане блокировали порт, 21 июля заняли и разграбили Нижний город, доходивший в то время только до монастыря кордельеров. С первых дней осады батареи, насчитывавшие от 90 до 100 орудий, начали сильный обстрел с юга, востока и севера. Когда он не дал результатов, осаждающие начали рыть траншеи. Гарнизон устраивал частые вылазки, в которых особенно отличился Корсо.
22 июля английские войска захватили башню Одр и закрепились на холме Мон-Ламбер (Булемберг), господствовавшем над городом. Размещенная там батарея наносила осажденным значительный ущерб.
9 августа Корсо был смертельно ранен при артиллерийском обстреле Французских ворот, которые оборонял его отряд.
Сеньор де Сент-Андре пытался оказать помощь осажденным. Так как с суши город был плотно обложен, Жак д’Альбон попытался проникнуть туда морем, но две или три попытки войти в гавань закончились неудачей из-за встречного ветра и сильного волнения.
Против мощной артиллерии противника осажденные имели всего 17 орудий различного калибра. Тем не менее, крепость выдержала семь атак, и последний общий штурм был отражен 12 сентября, но на следующий день Вервен, полагая возможности сопротивления исчерпанными, решил начать переговоры о капитуляции. Мэр и ополченцы на военном совете пытались ему возражать, надеясь на подход армии дофина, но 14-го в десять часов утра командующий сдал город противнику.
По примеру Кале, французское население было изгнано из Булони, которую Генрих намеревался превратить в английский город. Булонь покинули 3 664 человека: 1 927 женщин и детей, 1 563 пехотинцев, 67 кавалеристов и 87 раненых (всего около 4 500 человек и 100 повозок). Нарушив условия капитуляции, английские солдаты набросились на женщин и девочек, совершив над ними насилие, а также разграбили имущество беженцев.
18 сентября закончилась Итальянская война Франциска и Карла, и в тот же день Генрих VIII вступил в город, а 30 сентября отплыл в Англию, оставив Норфолка и Саффолка оборонять Булонь, к которой приближалась 50-тыс. армия дофина. На следующий день французы подошли к городу, через несколько дней безуспешно штурмовали его, а затем начали осаду.

## Обвинения в измене
Жак де Вервен был приговорен в 1549 году военным судом нового короля к смертной казни за измену, в связи со сдачей Булони. Он был обезглавлен и четвертован. Относительно степени его вины существовали различные мнения. Осведомленные современники, в частности Франсуа де Бельфоре и маршал Монлюк, сообщают, что у командующего могли быть веские причины для капитуляции. Последний штурм был отражен с большим трудом, после семичасового сражения на пяти брешах одновременно. Боеприпасы подходили к концу, и новой атаки осажденные могли не выдержать. По словам Монлюка, укрепления были настолько разбиты массированным артиллерийским огнем, что город был открыт с нескольких сторон, словно деревня.
Мартен дю Белле считает Вервена человеком малоопытным, и полагает, что оборона, в основном, держалась на доблестном Филиппо Корсо. После гибели отважного корсиканца командующий пал духом и согласился капитулировать. По мнению дю Белле, осажденным было достаточно продержаться ещё два дня, чтобы удержать крепость, так как через несколько дней после капитуляции началась сильная буря с ливнем, продолжавшаяся несколько суток и разрушившая английский лагерь. В случае продолжения осады она бы помешала новому штурму и дала бы время дофину подойти на помощь гарнизону.

## Комментарии
1. ↑  В Ардре командовал сеньор де Ла-Рошпо, имевший тысячу пехотинцев и 50 тяжеловооруженных, а в Монтрёе обороной руководил сам генеральный наместник Пикардии маршал дю Бьес с гарнизоном в 4 тыс. человек (Potter, p. 193—194 Архивная копия от 10 августа 2016 на Wayback Machine)
2. ↑  Согласно Дэвиду Поттеру, по условиям капитуляции все желающие могли остаться, при условии принесения присяги английскому королю (Potter, p. 200 Архивная копия от 10 августа 2016 на Wayback Machine)